# Pismo Sütterlina

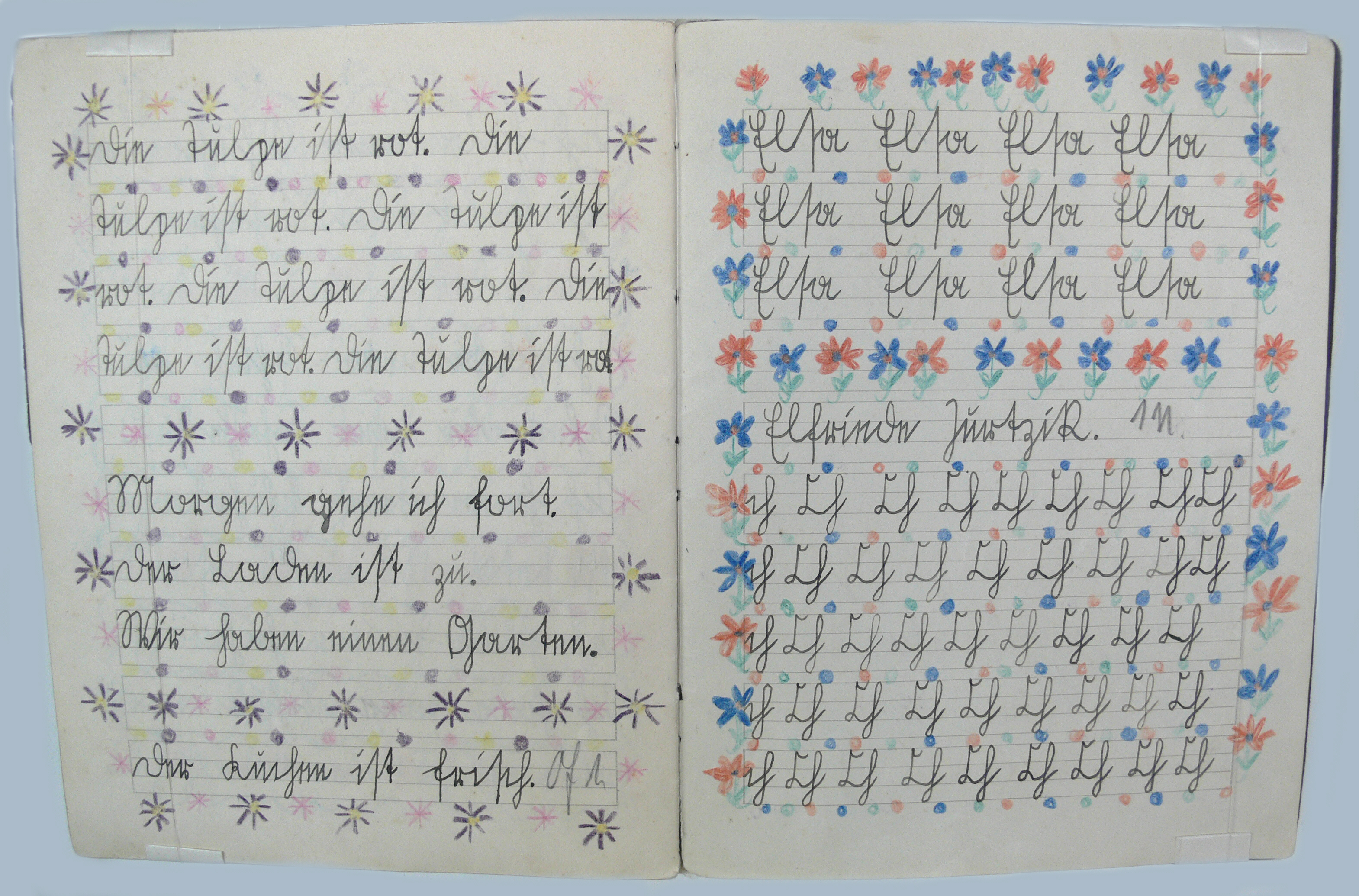
Zeszyt szkolny do nauki pisma Sütterlina z roku 1929

Pismo Sütterlina (niem. Sütterlinschrift lub krótko Sütterlin) – pismo stworzone do początkowej nauki pisania w szkołach niemieckich, nazwane od nazwiska jego twórcy Ludwiga Sütterlina.

## Historia
W roku 1911 na zlecenie cesarskiego ministerstwa kultury Sütterlin zaprojektował pismo do początkowej nauki pisania w wersji niemieckiej i łacińskiej. To pismo wprowadzono w szkołach niemieckich w roku 1915, ustawowo stało się obowiązkiem w 1934 i obowiązywało od 1935 roku do 1941, w niektórych krajach Republiki Federalnej Niemiec, np. w kraju Saary do lat pięćdziesiątych XX w., w Turyngii Niemieckiej Republiki Demokratycznej do lat sześćdziesiątych XX w.
W XIX wieku rozpowszechniły się twarde stalówki, które nie nadawały się do rozpowszechnionego wtedy pisma pochylonego o dekoracyjnych zapętleniach. Stąd wynikła potrzeba stworzenia pisma uproszczonego, pozbawionego zbytecznych dekoracji. W zeszytach do początkowej nauki pisania wprowadzono liniowanie o proporcji 1:1:1 i zmniejszono pochylenie liter. Jednak uproszczenie pisma wiązało się z pogorszeniem czytelności. Już 3 stycznia 1941 ukazał się okólnik podpisany przez Martina Bormanna, zabraniający stosowania czcionki frakturowej, a we wrześniu 1941 zabroniono używania pisma Sütterlina. Mimo to w niektórych krajach obu części Niemiec pismo to było używane w pierwszych latach powojennych.

## Literatura dodatkowa
- Ludwig Sütterlin: Neuer Leitfaden für den Schreibunterricht (Nowy przewodnik do nauki pisania). Berlin: 1926. (niem.). Brak numerów stron w książce